# اولوف تونبری
اولوف تونبری (انگلیسی: Olof Thunberg؛ زادهٔ ۲۱ مهٔ ۱۹۲۵ – درگذشته ۲۴ فوریه ۲۰۲۰) هنرپیشه و کارگردان اهل سوئد بود. از فیلم‌ها و برنامه‌های تلویزیونی که وی در آن نقش داشته‌است می‌توان به نور زمستانی اشاره کرد.